# Cornelis de Houtman
Cornelis de Houtman (2. dubna 1565 Gouda – 1. září 1599 Ačeh), bratr Fredericka de Houtmana, byl holandský mořeplavec, který objevil novou námořní cestu z Evropy do východní Indie, a který tak zahájil nizozemský obchod s kořením. V té době měla portugalská říše monopol na obchod s kořením a objevení nové námořní cesty byla pro Nizozemce symbolickým vítězstvím, i když samotná výprava byla katastrofou.

## Plavba
V roce 1592 poslali amsterdamští obchodníci De Houtmana do Lisabonu, aby získal co nejvíce informací o Ostrovech koření (dnešní Moluky). Portugalsko a Španělsko, tehdy sjednocené, v roce 1585 v souvislosti s osmdesátiletou válkou uzavřely své přístavy pro nizozemské lodě. Houtman strávil jako zvěd v Portugalsku zhruba dva roky. Když se vrátil do Nizozemska, přinesl s sebou cenné informace o mořích a zemích Východu, věděl vše o tamějších pobřežích, útesech a ostrůvcích, mořských proudech, větrech, památkách, místním ptactvu, přátelských a nepřátelských domorodcích, silných a slabých stránkách Portugalců.
Ve stejné době, kdy se vrátil z Portugalska, se Jan Huygen van Linschoten vrátil do Amsterdamu z Indie. Dospěli spolu k rozhodnutí, že nejlepší příležitost ke koupi koření skýtá Banten na Jávě. V roce 1594 založili společnost Compagnie van Verre a 2. dubna 1595, opustily Amsterdam čtyři lodě: Mauritius, Amsterdam, Hollandia a Duifje.

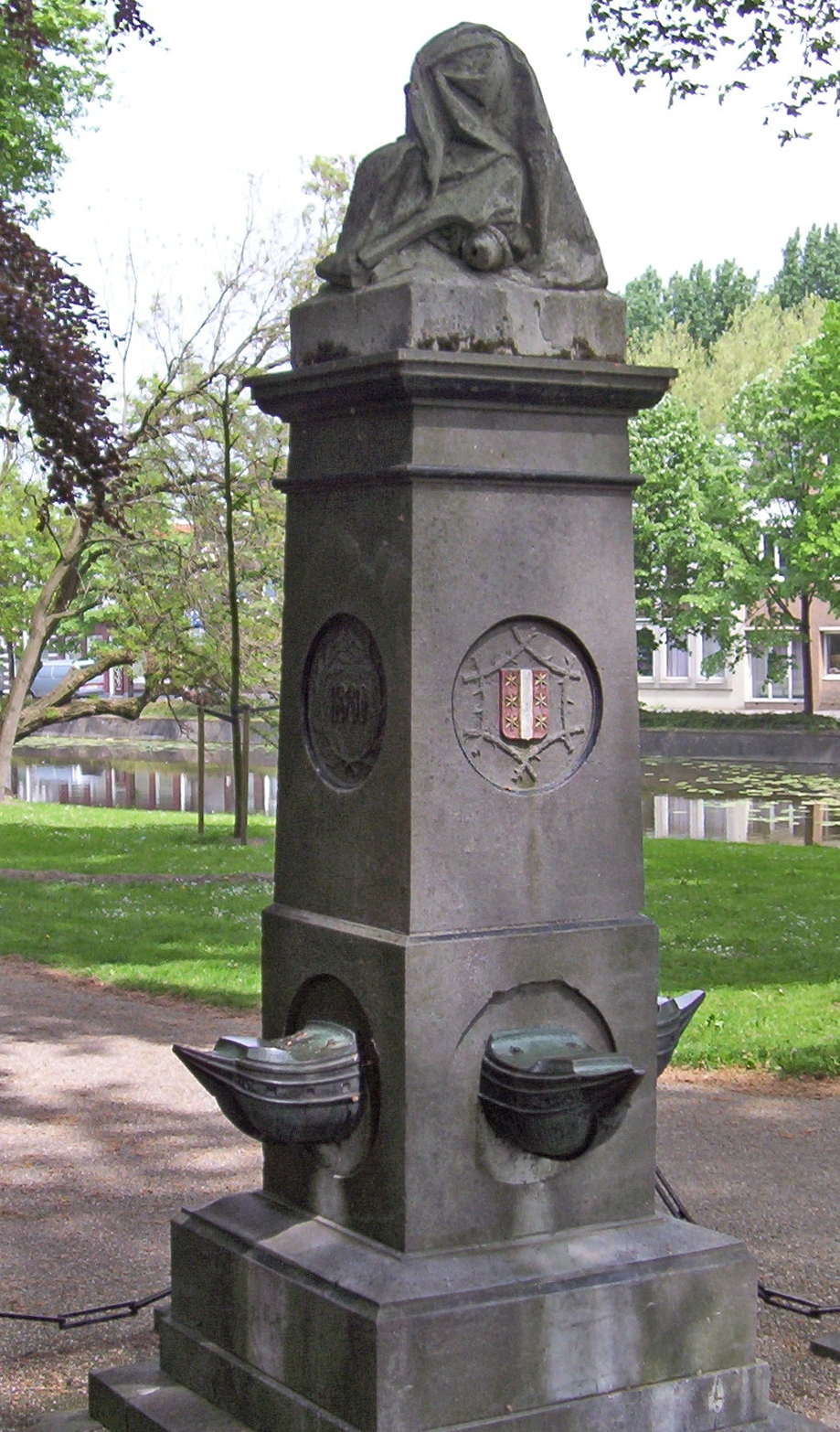
Památník bratří De Houtmanů v Goudě

Plavbu od začátku provázely potíže. Už po několika týdnech kvůli nedostatečným zásobám zachvátily posádku kurděje. Na Madagaskaru, kde se plánovala krátká zastávka, muselo být pohřbeno sedmdesát lidí. Madagaskarský záliv, ve kterém kotvili, je nyní známý jako nizozemský hřbitov. Po smrti jednoho z kapitánů provázely další plavbu rozpory mezi kapitány lodí a obchodníky. V červnu 1596 lodě konečně dorazily do Bantenu, severozápadního přístavu v Javě. Jan Huyghen van Linschoten rozhodl, že se neplavili Malackým průlivem, který ovládali Portugalci, ale Sundským průlivem .
De Houtman byl představen sultánovi z Bantenu, který okamžitě uzavřel štědrou smlouvu s Nizozemskem, v níž stálo mj.: „Jsme spokojeni, že udržujeme spojenectví a přátelství s Jeho Výsostí, princem Mořicem Oranžským z Nizozemí a s vámi, pánové.“ Místní portugalští obchodníci byli velmi podezřívaví, když De Houtman nekoupil žádný černý pepř s tím, že chce počkat na další sklizeň. Bohužel pro své „hrubé chování“ ztratil De Houtman sultánovu důvěru a z obchodů sešlo.
Lodě pak vypluly na východ k Maduře, ale po cestě na loď zaútočili piráti. V Maduře je čekalo mírové přijetí, přesto De Houtman nařídil svým mužům, aby brutálně zaútočili na civilní obyvatelstvo jako pomstou za újmu způsobenou piráty.
Lodě se pak plavily na Bali, kde se De Houtman setkal s králem ostrova. 26. února 1597 se podařilo získat několik hrnců pepře. Na ostrově zůstali dva členové posádky. V Baweanu byla loď Amsterdam úmyslně zapálena a posádka se musela rozdělit na ostatní tři lodě. Kvůli vyčerpávající plavbě bylo rozhodnuto necestovat na Moluky a vrátit se do Holandska. Toho večera zemřel další z kapitánů. De Houtman byl obviněn z toho, že ho otrávil.
Portugalské lodě nizozemské výpravě zabránily v převzetí pitné vody a zásob na Ostrově Svaté Heleny. Z 249  mužů se vrátilo pouze 87, kteří byli příliš slabí na to, aby sami zakotvili vlastní lodě.

## Přínos
Přestože výprava byla humanitární a finanční katastrofou, šlo o symbolické vítězství. Plavbu lze považovat za začátek nizozemské kolonizace Indonésie. Během pěti let se na východ za obchodem plavilo dalších 65 nizozemských lodí. Brzy Holanďané plně převzali obchod s kořením v Indickém oceánu a jeho okolí.
Na své druhé cestě na východ, pro jinou společnost, se De Houtman kvůli jeho hrubému temperamentu dostal do konfrontace v Ačehu, kde došlo k bitvám s místním námořnictvem vedeném ženskou admirálkou Keumalahayati, které se nakonec podařilo De Houtmana zabít. Po tomuto incidentu se anglická královna Alžběta I. rozhodla vyslat vyslance sultána z Ačehu a požádat o povolení ke vstupu do Malaccaského průlivu.